# 304 pr. n. št.
Stoletja: 5. stoletje pr. n. št. - 4. stoletje pr. n. št. - 3. stoletje pr. n. št.
Desetletja: 350. pr. n. št. 340. pr. n. št. 330. pr. n. št. 320. pr. n. št. 310. pr. n. št. - 300. pr. n. št. - 290. pr. n. št. 280. pr. n. št. 270. pr. n. št. 260. pr. n. št. 250. pr. n. št.
Leta: 309 pr. n. št. 308 pr. n. št. 307 pr. n. št. 306 pr. n. št. 305 pr. n. št. - 304 pr. n. št. - 303 pr. n. št. 302 pr. n. št. 301 pr. n. št. 300 pr. n. št. 299 pr. n. št.

## Dogodki
- konec štiriletne vojne